# Gerald Sim
Gerald Sim (* 4. Juni 1925 in Liverpool, Vereinigtes Königreich; † 11. Dezember 2014 in Northwood, London-Hillingdon, Vereinigtes Königreich) war ein britischer Schauspieler bei Bühne, Film und Fernsehen.

## Leben und Wirken
Gerald Sim übersiedelte mit seiner Familie frühzeitig nach Croydon im Süden Londons und besuchte die Cranbrook School in Kent. Nachdem der Sohn eines Bankangestellten während des Zweiten Weltkriegs John Gielgud in einer Radioübertragung von The Great Ship gesehen hatte, reifte in ihm der Entschluss, ebenfalls Schauspieler zu werden. Noch Mitte der 1940er Jahre nahm Sim an Londons Royal Academy of Dramatic Art Schauspielunterricht und begann kurz darauf Rollen in Filmen und Theaterstücken an Repertoirebühnen anzunehmen, mit denen er auch auf Tournee (bis nach Durban in Südafrika, 1954) ging.
Sim wurde mit mittelgroßen Rollen in einer Fülle von Kinoproduktionen und Fernsehfilmen eingesetzt und spielte vor allem reihenweise Vikare, aber auch Staatsdiener aller Arten, Polizeiinspektoren, Ärzte, Bankangestellte, Richter, Flughafenbedienstete, Manager und sogar einmal einen Beerdigungsunternehmer. In den 1960er und 1970er Jahren sah man ihn immer wieder in Inszenierungen von Bryan Forbes. Eine seiner größten Rollen war 1971 die des Prof. Robertson in dem Hammer-Horrorfilm Dr. Jekyll und Sister Hyde. Im selben Jahr verpflichtete Alfred Hitchcock Sim für die Rolle eines Verteidigers in seinem London-Thriller Frenzy. 1996 zog sich Gerald Sim von der Film- und Fernsehschauspielerei weitgehend zurück, kehrte aber 2007 noch einmal für seine bekannteste Rolle, die des Rektors in der Serie To the Manor Born, in der er von 1979 bis 1981 regelmäßig zu sehen gewesen war, vor die Fernsehkamera zurück.
Gerald Sim war der jüngere Bruder der Schauspielerin Sheila Sim, die wiederum mit Lord Richard Attenborough verheiratet gewesen war. Attenborough besetzte Sim in seinen Leinwandinszenierungen regelmäßig.

## Filmografie
- 1947: Fame Is the Spur
- 1955: Josephine und ihre Männer (Josephine and Men)
- 1959: Zorniges Schweigen (The Angry Silence)
- 1959: Zone des Schweigens (Cone of Silence)
- 1961: In den Wind gepfiffen, alternativ: Woher der Wind weht (Whistle Down the Wind)
- 1961: Lieben kann man nur zu zweit (Only Two Can Play)
- 1962: Die Dirne Jo (The Painted Smile)
- 1962: Das indiskrete Zimmer (The L-Shaped Room)
- 1962: Gentlemenkillers (The Wrong Arm of the Law)
- 1962: Bretter, die die Welt bedeuten (I Could Go On Singing)
- 1963: Himmlische Freuden (Heavens Above!)
- 1963: Schlafzimmerstreit (The Pumpkin Eater)
- 1964: An einem trüben Nachmittag (Seance on a Wet Afternoon)
- 1964: Curtain of Fear (TV-Serie)
- 1965: Legend of Death (TV-Serie)
- 1965: Sie nannten ihn King (King Rat)
- 1966: Letzte Grüße von Onkel Joe (The Wrong Box)
- 1967: Flüsternde Wände (The Whisperers)
- 1967: Jede Nacht um neun (Our Mother's House)
- 1967: Der Haftbefehl (Nobody Runs Forever)
- 1967–1968: Der Mann mit dem Koffer (Man in a Suitcase) (Fernsehserie, 2 Folgen)
- 1968: Die Irre von Chaillot (The Madwoman of Chaillot)
- 1969: Ein Mann jagt sich selbst (The Man Who Haunted Himself)
- 1969: Oh! What a Lovely War
- 1970: Ein blinder Passagier hat's schwer (Doctor in Trouble)
- 1970: Ryans Tochter (Ryan's Daughter)
- 1971: Der wütende Mond (The Raging Moon)
- 1971: Dr. Jekyll und Sister Hyde (Dr. Jekyll and Sister Hyde)
- 1971: Frenzy
- 1972: Der junge Löwe (Young Winston)
- 1972: Die Rückkehr des Dr. Phibes (Dr. Phibes Rises Again)
- 1972: Kadoyng
- 1973: Bitte keinen Sex, wir sind Briten (No Sex Please, We're British)
- 1975: Cinderellas silberner Schuh (The Slipper and the Rose: The Story of Cinderella)
- 1976: Die Brücke von Arnheim (A Bridge Too Far)
- 1977–1978: The Foundation (TV-Serie)
- 1978: Magic – Eine unheimliche Liebesgeschichte (Magic)
- 1979–1981, 2007: To the Manor Born (TV-Serie)
- 1982: Gandhi
- 1985: A Chorus Line
- 1987: Schrei nach Freiheit (Cry Freedom)
- 1988: Jack the Ripper – Das Ungeheuer von London (Jack the Ripper) (Fernsehfilm)
- 1992: Die Stunde der Patrioten (Patriot Games)
- 1992: Chaplin
- 1993: Shadowlands